# Álvaro Silva
Álvaro Peralta Silva Linares, meglio noto come Álvaro Silva (Andújar, 30 marzo 1984), è un ex calciatore spagnolo naturalizzato filippino, di ruolo difensore.

## Caratteristiche tecniche
È un difensore centrale roccioso e affidabile, di grande prestanza fisica e dotato di un buon colpo di testa, anche se non dotato di qualità tecniche eccelse.

## Statistiche

### Cronologia presenze e reti in nazionale
| Cronologia completa delle presenze e delle reti in nazionale ― Filippine | Cronologia completa delle presenze e delle reti in nazionale ― Filippine | Cronologia completa delle presenze e delle reti in nazionale ― Filippine | Cronologia completa delle presenze e delle reti in nazionale ― Filippine | Cronologia completa delle presenze e delle reti in nazionale ― Filippine | Cronologia completa delle presenze e delle reti in nazionale ― Filippine | Cronologia completa delle presenze e delle reti in nazionale ― Filippine | Cronologia completa delle presenze e delle reti in nazionale ― Filippine |
| Data                                                                     | Città                                                                    | In casa                                                                  | Risultato                                                                | Ospiti                                                                   | Competizione                                                             | Reti                                                                     | Note                                                                     |
| ------------------------------------------------------------------------ | ------------------------------------------------------------------------ | ------------------------------------------------------------------------ | ------------------------------------------------------------------------ | ------------------------------------------------------------------------ | ------------------------------------------------------------------------ | ------------------------------------------------------------------------ | ------------------------------------------------------------------------ |
| 7-1-2019                                                                 | Dubai                                                                    | Corea del Sud                                                            | 1 – 0                                                                    | Filippine                                                                | Coppa d'Asia 2019 - 1º turno                                             | -                                                                        |                                                                          |
| 11-1-2019                                                                | Abu Dhabi                                                                | Filippine                                                                | 0 – 3                                                                    | Cina                                                                     | Coppa d'Asia 2019 - 1º turno                                             | -                                                                        | 35’                                                                      |
| 16-1-2019                                                                | Dubai                                                                    | Kirghizistan                                                             | 3 – 1                                                                    | Filippine                                                                | Coppa d'Asia 2019 - 1º turno                                             | -                                                                        | 45’                                                                      |
| Totale                                                                   |                                                                          | Presenze                                                                 | 3                                                                        |                                                                          | Reti                                                                     | 0                                                                        |                                                                          |

## Palmarès

### Club

#### Competizioni nazionali
- Segunda División: 1

Xerez: 2008-2009
- Supercoppa d'Azerbaigian: 1

Xəzər-Lənkəran: 2013

#### Competizioni internazionali
- Coppa dell'AFC: 1

Al-Qadisiya: 2014